# Klopmann (Adelsgeschlecht)

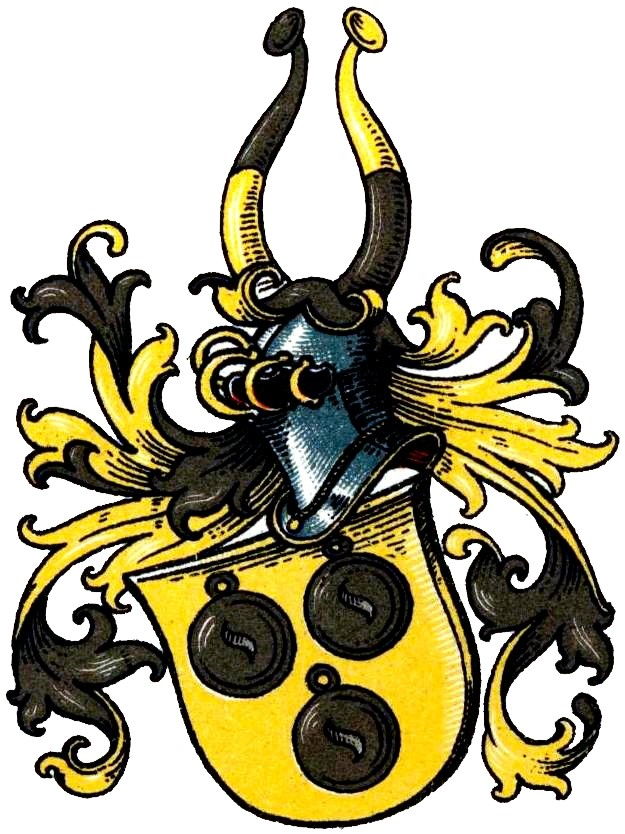
Wappen derer von Klopmann im Wappenbuch des Westfälischen Adels

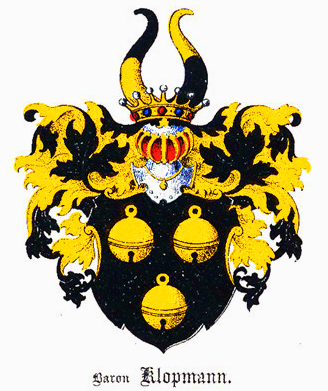
Wappen derer von Klopmann im Baltischen Wappenbuch

Klopmann ist der Name eines aus Westfalen stammenden, deutsch-baltischen Adelsgeschlechts.

## Geschichte
Das Geschlecht kommt im 13. und 14. Jahrhundert im Münsterland vor und stellte dort Burgmänner zu Burg Bentheim und Ahaus. Es erscheint erstmals 1260 urkundlich mit Hermannus Cloppemann, wanderte später in das Ordensgebiet Livland ein und kam um die Mitte des 15. Jahrhunderts mit Otto von Klopmann († um 1500), der mit Anna Gräfin von Bentheim verheiratet war, nach Kurland. Mit ihm beginnt die sichere Stammreihe der Familie. Ottos Sohn Heinrich von Klopmann wurde 1509 vom Heermeister Wolter von Plettenberg mit Würzau belehnt. Später saß die Familie zu Lindenfeld (urkundl. 1758), Lipsten (1765), Puttnen, Alt- und Neu-Lassen, Heiden, Willgahlen, Schorstedt (1690–1758) und Würzau (1640–1734) sowie Eichenpommusz in Litauen.
Die Familie stellte mehrere Offiziere in der Preußischen Armee, z. B. Carl Wilhelm von Klopmann, der 1765 Leutnant bei Prinzen Ferdinand war, und Wilhelm Leopold von Klopmann, der als Kapitän im Pionier-Corps 1758 in der Schlacht von Zorndorf fiel.
Den Freiherrentitel war der Familie amtlicherseits 1795 gegeben worden. In Estland wurde Baron Friedrich Sigismund von Klopmann am 11. Februar 1839 immatrikuliert. Hier besaß 1894 Otto Baron Klopmann Groß-Heyden und Grafenthal sowie ein anderer Baron Klopmann Todaischen. In Russland wurde der Familie laut Senatsbefehlt vom 21. September 1853 der Freiherrenstand anerkannt. In Kurland wurde der Familie gemäß dem am 3. April 1862 ergangenen Ukase die Berechtigung zur Führung des Titels Baron anerkannt.

## Persönlichkeiten
- Johann Ernst von Klopmann (1725–1786), kurländischer Kanzler und Landhofmeister
- Ewald von Klopmann (1734–1804), 1763 Kammerjunker, auch Reisebegleiter des kurländischen Erbprinzen Peter von Biron, Kammerherr, Hofmarschall (1772, 1784) und ab 1785 Oberhofmarschall des Herzogs Peter[9]
- Raphael Laurentius  von Klopmann (1742–1809), Generalsenior der evangelischen Gemeinden im Fürstentum Birsen, Generaladjutant im Kommandostabe der Großfeldherrn von Litauen[10]
- Friedrich von Klopmann (1787–1856), deutschbaltischer Landmarschall
- Magnus Reinhold Karl von Klopmann (1800–1878), Erbherr auf Alt und Neu Lassen, Kreismarschall[11]
- Edward von Klopmann (1801–1878), Ingenieur der Stadt Warschau, Wiedererrichter der Königlichen Quelle Warschau von 1771
- Friedrich von Klopmann (1803–1859), Friedensrichter, Kreisrichter in Goldingen[12]

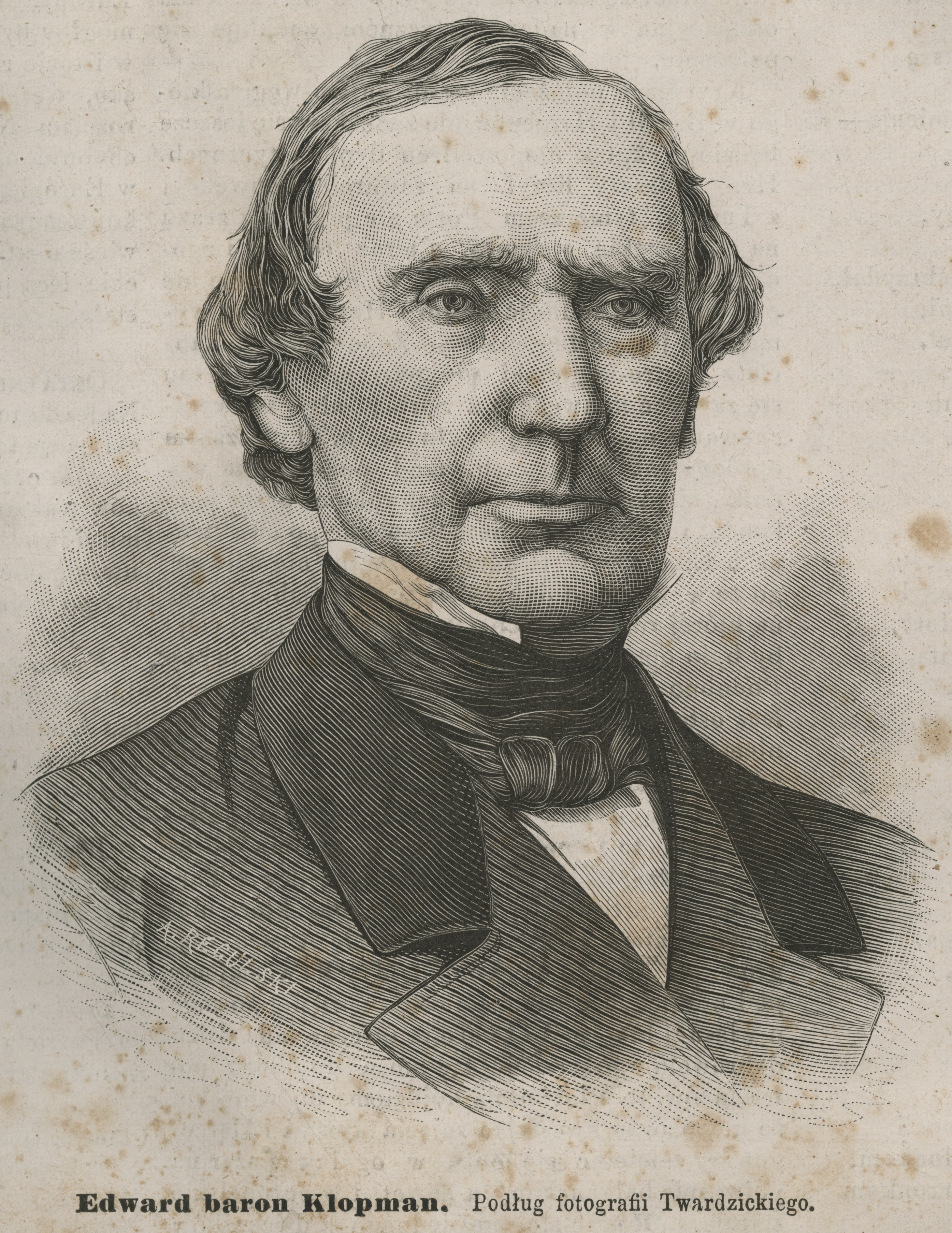
Edward von Klopmann (1801–1878)
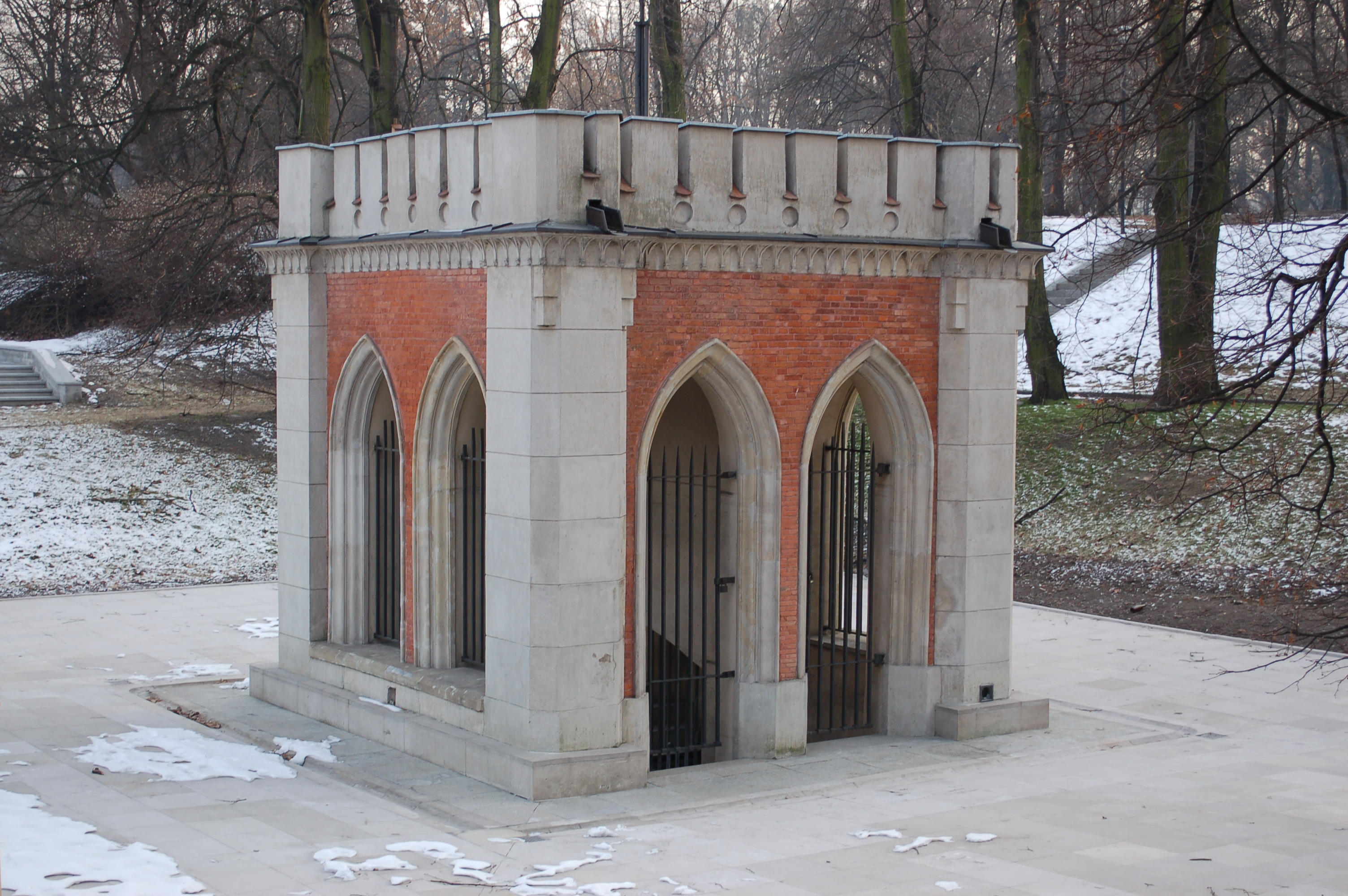
Wiedererrichtete Königliche Quelle Warschau von 1771
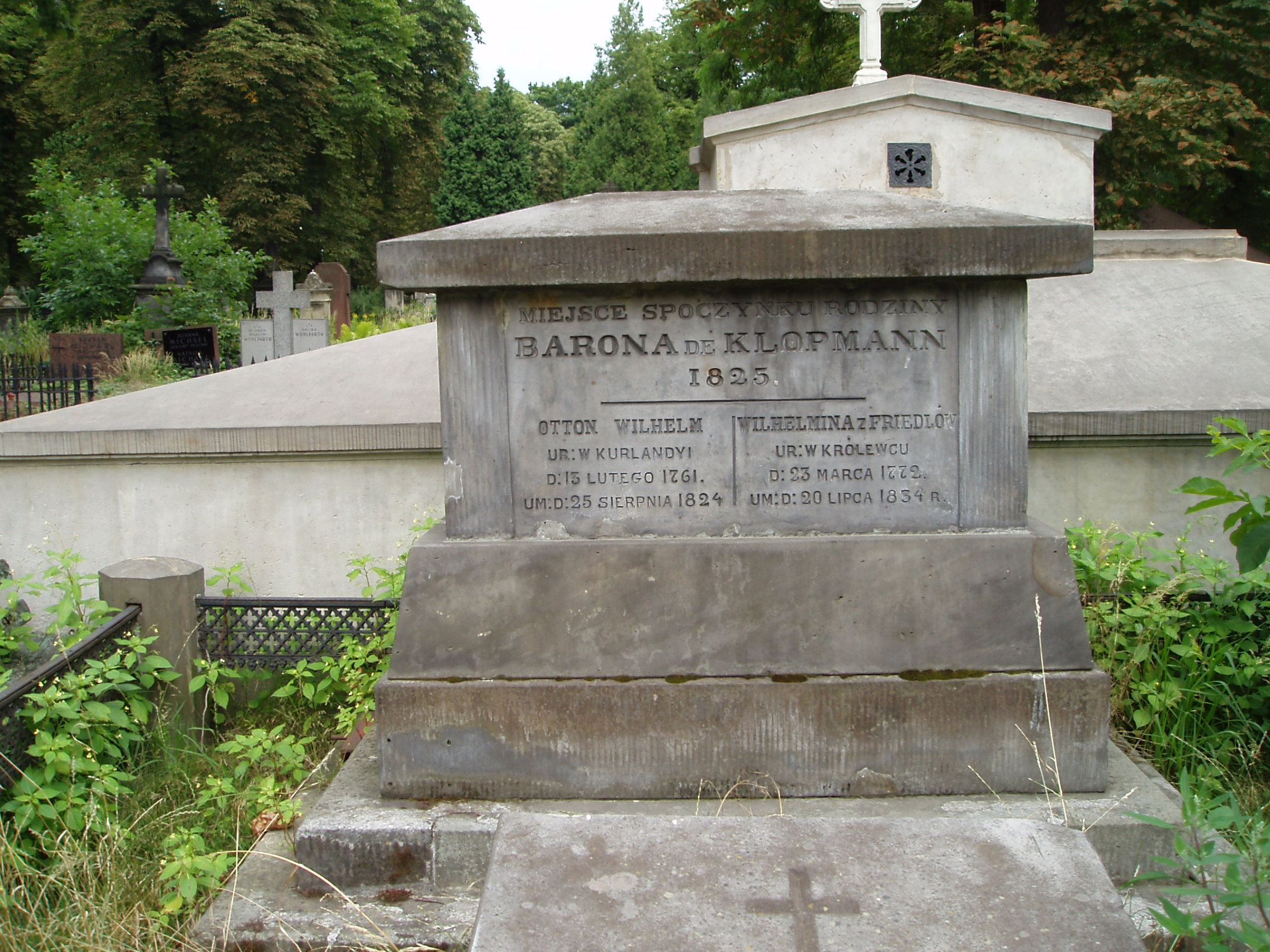
Grabstätte der Familie Klopmann in Warschau

## Wappen
Blasonierung: In Gold drei (2:1) schwarze Schellen. Auf dem Helm schwarz-gold übereck-geteilte Büffelhörner. Die Helmdecken sind schwarz-golden.
Im Baltischen Wappenbuch wird der Schild abweichend in Schwarz mit goldenen Schellen dargestellt.
Leopold von Ledebur berichtet fälschlicherweise von goldenen Schellen in Silber.